# بروجن
بروجن (بالفارسية: بروجن) هي مركز مقاطعة بروجن وثاني أكبر مدينة في محافظة تشهارمحال وبختياري في إيران. يقدر عدد سكانها بـ 49,077 نسمة وترتفع عن سطح البحر 2,197 متر.

## المناخ
يظهر الجدول التالي التغييرات المناخية على مدار السنة لبروجن:
| البيانات المناخية لـبروجن         | البيانات المناخية لـبروجن | البيانات المناخية لـبروجن | البيانات المناخية لـبروجن | البيانات المناخية لـبروجن | البيانات المناخية لـبروجن | البيانات المناخية لـبروجن | البيانات المناخية لـبروجن | البيانات المناخية لـبروجن | البيانات المناخية لـبروجن | البيانات المناخية لـبروجن | البيانات المناخية لـبروجن | البيانات المناخية لـبروجن | البيانات المناخية لـبروجن |
| الشهر                             | يناير                     | فبراير                    | مارس                      | أبريل                     | مايو                      | يونيو                     | يوليو                     | أغسطس                     | سبتمبر                    | أكتوبر                    | نوفمبر                    | ديسمبر                    | المعدل السنوي             |
| --------------------------------- | ------------------------- | ------------------------- | ------------------------- | ------------------------- | ------------------------- | ------------------------- | ------------------------- | ------------------------- | ------------------------- | ------------------------- | ------------------------- | ------------------------- | ------------------------- |
| متوسط درجة الحرارة الكبرى °م (°ف) | 12.0 (53.6)               | 15.0 (59.0)               | 20.0 (68.0)               | 23.0 (73.4)               | 29.0 (84.2)               | 30.0 (86.0)               | 35.0 (95.0)               | 35.0 (95.0)               | 31.0 (87.8)               | 26.0 (78.8)               | 18.0 (64.4)               | 11.0 (51.8)               | 19.9 (67.8)               |
| متوسط درجة الحرارة الصغرى °م (°ف) | −14.0 (6.8)               | −8.0 (17.6)               | −7.0 (19.4)               | −3.0 (26.6)               | 2.0 (35.6)                | 5.0 (41.0)                | 11.0 (51.8)               | 7.0 (44.6)                | 2.0 (35.6)                | 1.0 (33.8)                | −6.0 (21.2)               | −15.0 (5.0)               | 1.1 (34.0)                |
| المصدر: chaharmahalmet.ir         |                           |                           |                           |                           |                           |                           |                           |                           |                           |                           |                           |                           |                           |